# Spigelia spartioides
Spigelia spartioides är en tvåhjärtbladig växtart som beskrevs av Adelbert von Chamisso. Spigelia spartioides ingår i släktet Spigelia och familjen Loganiaceae. Inga underarter finns listade i Catalogue of Life.